# Čertova pec
Čertova pec (węg. Ördögkemencze) – niewielka jaskinia krasowa w Górach Inowieckich w południowo-zachodniej Słowacji. Znaleziono w niej najstarsze ślady osadnictwa jaskiniowego w tym kraju, wiązane z obecnością człowieka neandertalskiego.

## Położenie
Jaskinia znajduje się na obszarze katastralnym wsi Radošina w powiecie Topoľčany w kraju nitrzańskim. Leży u podnóża rozległego wzgórza zwanego Nad Lipovníkom (382,2 m n.p.m.), na lewym brzegu potoku Radošinka, około 1,5 km na północny zachód od centrum wsi Radošina, w miejscu zwanym Horný Pertovič, przy drodze drodze nr II/499. Wejście do jaskini znajduje się na wysokości 253 m n.p.m. m., w wysokiej na 12 m dolomitowej skale.

## Historia
Znana w okolicy legenda głosi, że jaskinia jest wytworem czartów i stąd jej nazwa – Diabelski Piec. Pod nazwą Csertowa Pecz wspomniał ją już wybitny polihistor Matej Bel w swej pracy "Notitia Hungariae novae historico geographica" wydanej w 1742 r. W monografii żupy nitrzańskiej z 1898 r. odnotowana jest pod węgierską nazwą Ördögkemencze. Archeolog z Muzeum Narodowego w Pradze Jiří Neustupný po raz pierwszy wspomniał o jaskini jako możliwym miejscu przebywania człowieka prehistorycznego już w 1932 roku. Pięć lat później niemiecki archeolog Lothar Franz Zotz znalazł w jaskini fragmenty kości mamutów oraz dwa „pazurkowe” ułomki krzemienia, na podstawie których przyjął istnienie paleolitycznego osadnictwa jaskini. W latach 1958–1961 Instytut Archeologii Słowackiej Akademii Nauk w Nitrze prowadził w jaskini systematyczne badania pod kierunkiem archeologa Juraja Bárty. W 1972 r. dr Juraj Bárta opublikował dokładny opis i plan jaskini.

## Charakterystyka
Jaskinia rozwinęła się na obszarze leżącym na wschodnim obrzeżu krystalicznego jądra Gór Inowieckich, budowanym mezozoicznymi wapieniami i dolomitami, określanym przez słowackich geografów nazwą Radošinský kras. Należy do jaskiń przechodnich – posiada dwa wejścia i formę tunelu, przebijającego na wylot formację skalną, w której została wytworzona. Jej zachodni portal przypominający bramę, otoczony bulwiastymi występami skalnymi, otwiera się w skale o wysokości około 12 metrów. Jego szerokość wynosi 4,5 m, a wysokość 5,3 m. Jaskinię przecina kilka szczelin tektonicznych. Ma 27–28 m długości, przeciętnie 6 m szerokości, a maksymalna wysokość to 4,6 m. W kierunku wschodniego wejścia wysokość jaskini maleje. Wnętrze doświetla trzeci otwór, „okienny”, od strony północnej. Jaskinia jest pochodzenia wodnego - powstała w procesie krasowienia dolomitycznych wapieni na poziomie dawnej, wyższej podstawy erozyjnej potoku Malý jarok. Jaskinia przedstawia sobą cenne stanowisko archeologiczne i paleontologiczne z licznymi dowodami wieloetapowego osadnictwa od okresu paleolitycznego po kulturę halsztacką. Przy jaskini znajduje się dom wypoczynkowy o tej samej co i ona nazwie.

## Ochrona
Objęta ochroną od 1981 r., kiedy została uznana za pomnik przyrody (słow. Chránený prírodný výtvor) o powierzchni 11,44 ha, bez strefy ochronnej. Ponownie za pomnik przyrody (słow. Prírodná pamiatka) została uznana w 1994 roku. Nowelizacja aktu w 2008 r. Jaskinia jest udostępniona dla zwiedzających w celu poznania jej walorów przyrodniczych i historycznych.

## Turystyka
Jaskinia jest udostępniona do samodzielnego zwiedzania. Dojście około 5 minut oznakowaną ścieżką od wspomnianej wyżej drogi na przełęczy Havran, w obszarze katastralnym wsi Radošina.